# Brian Wilson Reimagines Gershwin
Brian Wilson Reimagines Gershwin es el noveno álbum de estudio del músico estadounidense Brian Wilson, publicado por la compañía discográfica Walt Disney Records en agosto de 2010. El álbum consiste en versiones de diez canciones compuestas por George y Ira Gershwin, asentadas por pasajes de la canción «Rhapsody in Blue», junto a dos nuevas canciones completadas a partir de fragmentos sin terminar por Gershwin y realizados por Wilson y Scott Bennett.
El diseño del álbum es un homenaje a la portada del disco de 1958 Sonny Clark Trio de Sonny Clark.

## Historia
En el verano de 2009, Walt Disney Records se acercó a Wilson para que grabara sus propias versiones de canciones de películas de Disney. Sin embargo, Wilson quería primero grabar un álbum con versiones de Gershwin, algo que la compañía apoyó. Junto a Paul Mertens, miembro de su banda, seleccionó las canciones para grabar basadas en el registro vocal de Wilson, con el fin de que pudiera cantarlas «apropiadamente».
Además de las versiones, los herederos de Gershwin concedieron a Wilson acceso a más de cien canciones sin terminar del compositor y a fragmentos inclonclusos para el proyecto con el fin de utilizarlo como nuevo material. Dos canciones fueron completadas entre Wilson y Bennett basándose en estos fragmentos: «The Like in I Love You» y «Nothing But Love», que sirvieron respectivamente como primera y última canción del álbum.
La grabación de Reimagines Gershwin comenzó a principios de 2010. Wilson trabajó como productor, con Mertens escribiendo los arreglosy las piezas de enlace entre canción y canción. Las pistas instrumentales fueron producidas usando su banda de acompañamiento, que también suministró los coros; sin embargo, las armonías vocales de «Rhapsody in Blue» que abrieron y cerraron el disco fueron realizadas al completo por Wilson. Según Mertens, Wilson pasaba ocho horas al día en el estudio de grabación perfeccionando las pistas vocales. Sobre el papel de Wilson como arreglista, Mertens dijo:

«Traté de preparar el grupo tanto como fue posible para las canciones escribiendo arreglos esqueléticos a partir de mis reuniones con Brian. Las pistas de la banda fueron grabadas en directo en el estudio. De modo que el grupo comenzaba a tocar y construía la canción. Luego Brian hacía sus cosas. Había oído lo que la gente estaba haciendo y dije: "¿Se puede tocar eso en una octava?". El bajo se quitaba aquí... Así era como mejor se trabajaba. O lo tenía completamente hecho en su mente. Había hecho eso también, cuando había llegado a una prueba de sonido y decía: "Aquí está tu parte vocal, tú tocas esto". Dado que la música de Gershwin tenía nuevo material era útil tener la canción enfrente suyo de modo que pudiera manipular y mover cosas alrededor de la manera en que él quería».

## Recepción
El 28 de junio de 2010, «The Like in I Love You» fue publicado en formato streaming en la página web de Wilson como avance del nuevo álbum. Reimagines Gershwin fue finalmetne publicado el 17 de agosto del mismo con reseñas generalmente favorables de la prensa musical y una media ponderada de 66 sobre 100 en la web Metacritic. La revista Rolling Stone describió el álbum como «música sinfónica preciosa, rara,  sutilmente psicodélica» y destacó en especial los arreglos del álbum por su singularidad. John Bush, de Allmusic, escribió: «Como es habitual, los instintos musicales de Wilson son impecables, y con una orquesta completa prestando un peso adicional a estas canciones, es fácilmente la mejor producción en un disco de Brian Wilson desde SMiLE». Varias canciones, como «I Got Rhythm» y «They Can't Take That Away from Me», fueron destacadas por presentar influencias de la música de The Beach Boys, mientras que las nuevas canciones completadas por Wilson y Bennett fueron también bien recibidas: al respecto, GQ describió «Nothing But Love» como «adecuadamente celestial».
A nivel comercial, Brian Wilson Reimagines Gershwin alcanzó el puesto veintiséis en la lista estadounidense Billboard 200 y el primer puesto en la lista de álbumes de jazz. En el Reino Unido, el álbum llegó al puesto 55 de la lista de discos más vendidos.

## Lista de canciones
| N.º | Título                                                       | Escritor(es)                                               | Duración |  |
| 1.  | «Rhapsody in Blue/Intro»                                     | George Gershwin                                            | 1:07     |  |
| 2.  | «The Like In I Love You»                                     | G. Gershwin, Brian Wilson, Scott Bennett                   | 3:20     |  |
| 3.  | «Summertime»                                                 | G. Gershwin, DuBose Heyward, Dorothy Heyward, Ira Gershwin | 3:13     |  |
| 4.  | «I Loves You, Porgy»                                         | G. Gershwin, Du Bose Heyward, Dorothy Heyward, I. Gershwin | 3:38     |  |
| 5.  | «I Got Plenty o' Nuttin'»                                    | G. Gershwin, Du Bose Heyward, Dorothy Heyward, I. Gershwin | 2:45     |  |
| 6.  | «It Ain't Necessarily So»                                    | G. Gershwin, Du Bose Heyward, Dorothy Heyward, I. Gershwin | 3:58     |  |
| 7.  | «'S Wonderful»                                               | G. Gershwin, I. Gershwin                                   | 2:48     |  |
| 8.  | «They Can't Take That Away from Me»                          | G. Gershwin, I. Gershwin                                   | 2:51     |  |
| 9.  | «Love Is Here to Stay»                                       | G. Gershwin, I. Gershwin                                   | 2:59     |  |
| 10. | «I've Got a Crush on You»                                    | G. Gershwin, I. Gershwin                                   | 2:41     |  |
| 11. | «I Got Rhythm»                                               | G. Gershwin, I. Gershwin                                   | 2:43     |  |
| 12. | «Someone to Watch Over Me»                                   | G. Gershwin, I. Gershwin                                   | 3:06     |  |
| 13. | «Nothing But Love»                                           | G. Gershwin, Wilson, Bennett                               | 3:24     |  |
| 14. | «Rhapsody in Blue/Reprise»                                   | G. Gershwin                                                | 0:38     |  |
| 15. | «Let's Call The Whole Thing Off» (Solo disponible en iTunes) | G. Gershwin, I. Gershwin                                   | 2:39     |  |

## Personal
- Brian Wilson: voz
- Jeffrey Foskett: coros
- Darian Sahanaja: piano, clavinet, moog, vibráfono, glockenspiel, órgano, clavicordio y coros
- Scott Bennett: vibráfono, piano, teclados, xilófono, batería y coros
- Paul Von Mertens: clarinete, celeste, armónica, saxofón, flauta, flauta alta y coros
- Probyn Gregory: guitarra, banjo, trompeta, wah wah, guitarra acústica, guitarra barítona, guitarra slide y coros
- Nick Walusko: guitarra y coros
- Nelson Bragg: percusión, glockenspiel y coros
- Brett Simons: bajo, guitarra de seis cuerdas, guitarra barítona
- Gary Griffin: piano y órgano
- Taylor Mills: coros
- Todd Sucherman: batería
- Mike D'Amico: batería

## Posición en listas
| País           | Lista                | Posición |
| -------------- | -------------------- | -------- |
| Alemania       | Media Control Charts | 86       |
| Estados Unidos | Billboard 200        | 26       |
| Estados Unidos | Top Jazz Albums      | 1        |
| Reino Unido    | UK Albums Chart      | 55       |
| Suecia         | Swedish Albums Chart | 44       |